# Заводов, Константин Фёдорович
Константи́н Фёдорович Заво́дов (15 ноября 1928, Ленинград, Ленинградская область, СССР — ?) — фрезеровщик Ленинградского электромеханического завода «Равенство» Министерства судостроительной промышленности СССР, Герой Социалистического Труда (1971).

## Биография
Родился 15 ноября 1928 года в Ленинграде в семье рабочего.
Во время блокады Ленинграда строил заграждения, дежурил на крышах со сверстниками. В 1942 году по «Дороге жизни» эвакуирован в Вологодскую область. В 1946 году вернулся в Ленинград, трудоустроился учеником фрезеровщика на завод. В 1955 году перешёл фрезеровщиком 6-го разряда на завод № 868 Министерства судостроительной промышленности СССР, в сентябре 1966 года переименованный в Ленинградский электромеханический завод «Равенство». Сотрудничал с конструкторами и инженерами, высказал более 50 рационализаторских предложений. За высокие производственные достижения по итогам семилетки (1959—1965) награждён орденом Ленина.
Занимался созданием и выпуском приборов и систем управления специального назначения, а также навигационных, радиолокационных станций для оснащения кораблей и судов, обучил 19 высококвалифицированных фрезеровщиков.
«Закрытым» указом Президиума Верховного Совета СССР от 26 апреля 1971 года «за выдающиеся заслуги в выполнении заданий пятилетнего плана по развитию судостроительной промышленности» удостоен звания Героя Социалистического Труда с вручением ордена Ленина и золотой медали «Серп и Молот».
В 1979 году вышел на заслуженный отдых, жил в Ленинграде.
Награждён 2 орденами Ленина (25.07.1966; 26.04.1971), медалями.